# アスカランド
アスカランドは、中国放送で2003年3月31日から2007年3月30日まで放送されていたラジオ番組。広島女子高生日記の後継番組。
RCCカープナイターが延長の場合は休止となる。

## 担当者
アスカ（住本明日香）
当時は広島修道大学在籍中。卒業後もラジオカーのキャスタードライバーやフリーパーソナリティとして、RCCへの出演を継続。
2002年4月 - 2003年3月は、広島女子高生日記の金曜日の放送を担当していた。

## 放送時間の変遷
- 2003年4月 - 2004年9月　21:40 - 21:50
- 2004年10月 - 2007年3月
  - 　ナイターイン（4月 - 9月）　21:40 - 21:50
  - 　ナイターオフ（10月 - 3月）　21:30 - 21:40

## コーナー（通常放送）
番組終了時
- （月）　スクールパーク　【学校に関するトーク】
- （火）　アスカのクイズタウン
- （水）　アスカのDJブース3曲セレクト
- （木）　癒しの泉　　　　【リスナーからのお悩み相談】
- （金）　アスカのお城　　【フリートーク】

　過去
- （火）　恋の観覧車
- （火）　チェックの館
- （火）　アスカサーキット【車・バイクに関するトーク】
- （水）　ことわざワンダーランド
- （水） グルグルバザール【美味しい物と菓子に関するトーク】
- （水）　パソコンタウン　【パソコンに関するトーク】
- （水）　ポエムの森
- （木）　エンタメパーク　【音楽や芸能に関するトーク】
  - アスカビアの泉【2回放送】

## 特別番組
2004年4月1日は、22:00 - 24:00に通常ニッポン放送からネット受けしているHOT'n HOT お気に入りに追加!が放送されずに、「アスカランド新学期スペシャル」が放送された。

## リンク
- アスカランド - ウェイバックマシン（2011年1月7日アーカイブ分）

| 中国放送（RCCラジオ） 月曜日 - 金曜日21:40 - 50 | 中国放送（RCCラジオ） 月曜日 - 金曜日21:40 - 50 | 中国放送（RCCラジオ） 月曜日 - 金曜日21:40 - 50                                                                                                |
| 前番組                                          | 番組名                                          | 次番組 |
| ----------------------------------------------- | ----------------------------------------------- | --- |
| 広島女子高生日記                                | アスカランド                                    | トヨタプレゼンツ 秋元康のドラマティックドライブ〜いつも誰かと〜（月曜 21:45 - 22:00） カープナイター今夜もALL-IN （火曜 - 金曜 21:00 - 21:50） |